# Estadio de Duhok
El Estadio Duhok (en árabe: ملعب دهوك) es un estadio de usos múltiples en Duhok, en el Kurdistán iraquí al norte de Irak. Actualmente se utiliza sobre todo para los partidos de fútbol y sirve como el estadio del club local Duhok. El estadio tiene una capacidad para recibir hasta 20.000 espectadores. Originalmente concebido para albergar a unas 10.000 personas este estadio en una versión más simple fue construido en 1986 siendo fue renovado y ampliado en 1998.
El estadio también fue anfitrión de la Premier League iraquí del 2006/2007. También incluye una pabellón o estadio cerrado donde se celebran partidos de baloncesto.